# Brain Damage
Brain Damage – utwór brytyjskiego zespołu rockowego Pink Floyd. Brain Damage (pol. „uszkodzenie mózgu” – w domyśle stanie się szaleńcem), nazywana podczas nagrywania „The Loonies Song” (piosenka wariatów), jest przedostatnią piosenką płyty The Dark Side of the Moon.
Został napisany w czasie powstawania płyty Meddle, pod nazwą „The Dark Side of the Moon”, ale nie był wcześniej wykorzystany.
Roger Waters, twórca tekstu, przyznał, że gdy pisał w o „szaleńcach chodzących po trawie, których trzeba utrzymać na ścieżce”, myślał o skwerku między rzeką Cam a kaplicą King’s College w Cambridge i o Sydzie jako szaleńcu.
Razem z następującym po tym utworze „Eclipse”, „Brain Damage” jest często błędnie nazywany „Dark Side of the Moon” i pod tą nazwą odtwarzany w stacjach radiowych.